# Salts Cave Archeological Site
 (juin 2020).
Le Salts Cave Archeological Site est un site archéologique américain dans le comté d'Edmonson et le comté de Hart, dans le Kentucky. Situé dans une section de la Mammoth Cave connue sous le nom de Salts Cave, il est protégé au sein du parc national de Mammoth Cave. Il est inscrit au Registre national des lieux historiques depuis le 15 mai 1979.